# La Veuve joyeuse (film, 1934)
Pour les articles homonymes, voir La Veuve joyeuse.
Pour plus de détails, voir Fiche technique et Distribution.
La Veuve joyeuse (The Merry Widow) est un film musical américain réalisé par Ernst Lubitsch, sorti en 1934.

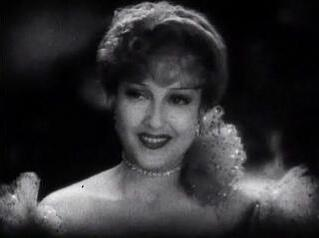
Jeanette MacDonald

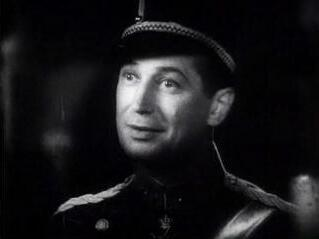
Maurice Chevalier

## Synopsis
Surpris par le roi dans le boudoir de la reine, le prince Danilo est contraint pour se racheter d’aller séduire une jeune et jolie veuve émigrée à Paris, dont l’immense fortune est nécessaire au rétablissement des finances du royaume. Évidemment, rien ne se passera comme prévu…

## Fiche technique
- Titre : La Veuve joyeuse
- Titre original : The Merry Widow
- Réalisation : Ernst Lubitsch, assisté de Joseph Newman
- Scénario : Ernest Vajda et Samson Raphaelson d'après l'opérette La Veuve joyeuse (Die Lustige Witwe) de Victor Léon et Leo Stein
- Adaptation : Ernst Lubitsch ; Marcel Achard (adaptation française)
- Directeur de la photographie : Oliver T. Marsh, assisté notamment de Lester White (deuxième cadreur, non crédité)
- Musique : Richard Rodgers et Herbert Stothart
- Compositeur : Franz Lehár
- Chorégraphe : Albertina Rasch
- Direction artistique : Cedric Gibbons, Fredric Hope et Gabriel Scognamillo (non crédité)
- Son : Douglas Shearer
- Costumes : Adrian (pour Jeanette MacDonald) et Ali Hubert (de)
- Montage : Frances Marsh[1]
- Production : Irving Thalberg et Ernst Lubitsch
- Société de production : Metro-Goldwyn-Mayer
- Pays d'origine :  États-Unis
- Langue : anglais
- Format : Noir et blanc - 35 mm - 1,37:1 - Son, Western Electric Sound System
- Genre : film musical
- Durée : 99 minutes
- Dates de sortie :
  - États-Unis, 11 octobre 1934 première à New York
  - États-Unis, 2 novembre 1934

## Distribution
- Maurice Chevalier : le comte Danilo
- Jeanette MacDonald : madame Sonia / Fifi
- Edward Everett Horton : l'ambassadeur Popoff
- George Barbier : Achmed, roi de Marchovie
- Una Merkel : Dolorès, reine de Marchovie
- Minna Gombell : Marcelle
- Sterling Holloway : Mischka
- Donald Meek : le valet du roi
- Herman Bing : Zizipoff
- Akim Tamiroff : le maître d'hôtel de Maxim's
- Ruth Channing : Lulu

Et, parmi les acteurs non crédités :
- Henry Armetta : le turc
- Richard Carle : l'avocat de la défense
- Lane Chandler : le soldat se présentant à Popoff
- Gino Corrado : un serveur
- Virginia Field : une prisonnière
- Leonid Kinskey : un berger
- Lucien Prival : Adamovitch
- Jason Robards Sr. : un officier
- Rolfe Sedan : Gabrielovitch
- Frank Sheridan : un juge
- Morgan Wallace : l'avocat de l'accusation

## Autour du film
- Une version française fut tournée simultanément, dialogues de Marcel Achard, paroles des chansons d'André Hornez.

## Programme musical
- Girls, Girls, Girls - Maurice Chevalier
- Widows Are Gay
- I'm Going to Maxim's - Maurice Chevalier
- Vilia - Jeannette MacDonald, Bella Loblov
- Tonight Will Teach Me To Forget - Jeannette MacDonald
- The Merry Widow Waltz
- Melody of Laughter - Jeannette MacDonald
- If Widows Are Rich

## Récompense
- Cedric Gibbons et Fredric Hope ont reçu, pour ce film, l'Oscar des meilleurs décors en 1935.